# Datiem
Datiem ou Diati é uma vila da comuna rural de Songo-Dubacoré, na circunscrição de Cutiala, na região de Sicasso ao sul do Mali.

## História
Em 1889, o fama Tiebá Traoré (r. 1866–1893) do Reino de Quenedugu envia sofás para atacá-la e trazer cativos.